# Rumänsk-ortodoxa kyrkan, Bela Crkva
Rumänsk-ortodoxa kyrkan (serbiska: Румунска православна црква/Rumunska pravoslavna crkva) är en rumänsk-ortodox kyrkobyggnad belägen i staden Bela Crkva i den sydöstra delen av provinsen Vojvodina i nordöstra Serbien.

## Historia
I slutet av 1868, på förslag av den rumänska kyrkokommunen i Bela Crkva, godkändes det att kyrkan skulle byggas. 
Rumänsk-ortodoxa kyrkan i Bela Crkva började byggas 1871 och stod färdig den 9 juli 1872. Den invigdes samma dag.

## Bilder

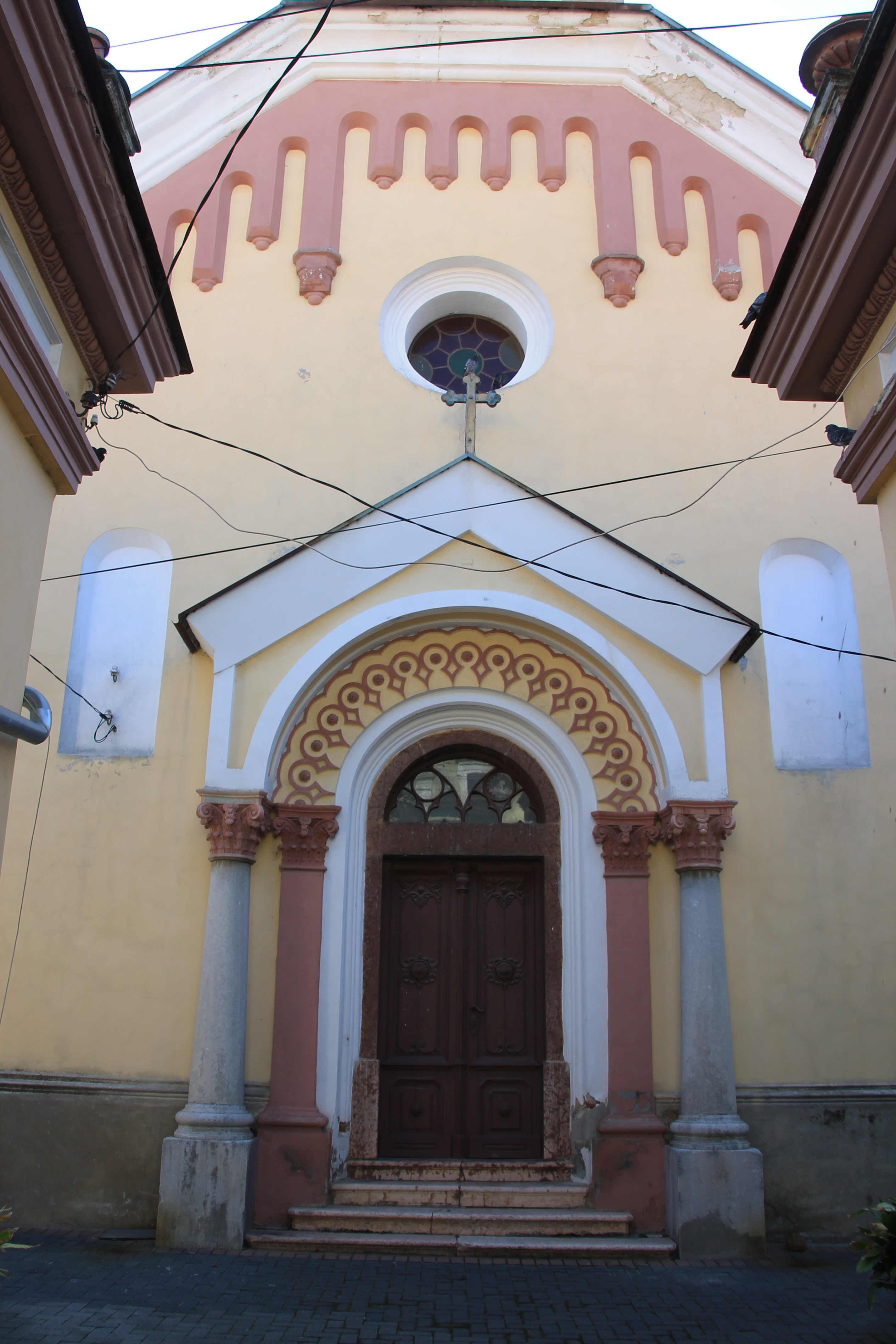
Ingången.